# Sektkellerei Schloss Wachenheim
Schloss Wachenheim AG, ранее Sektkellerei Schloss Wachenheim AG — германская и международная компания, один из наиболее известных мировых производителей игристого вина (зект). Штаб-квартира находится в городе Трире. Немецкое дочернее предприятие данной компании входит в список 50 крупнейших предприятий земли Рейнланд-Пфальц .

## Штаб-квартира и дочерние предприятия

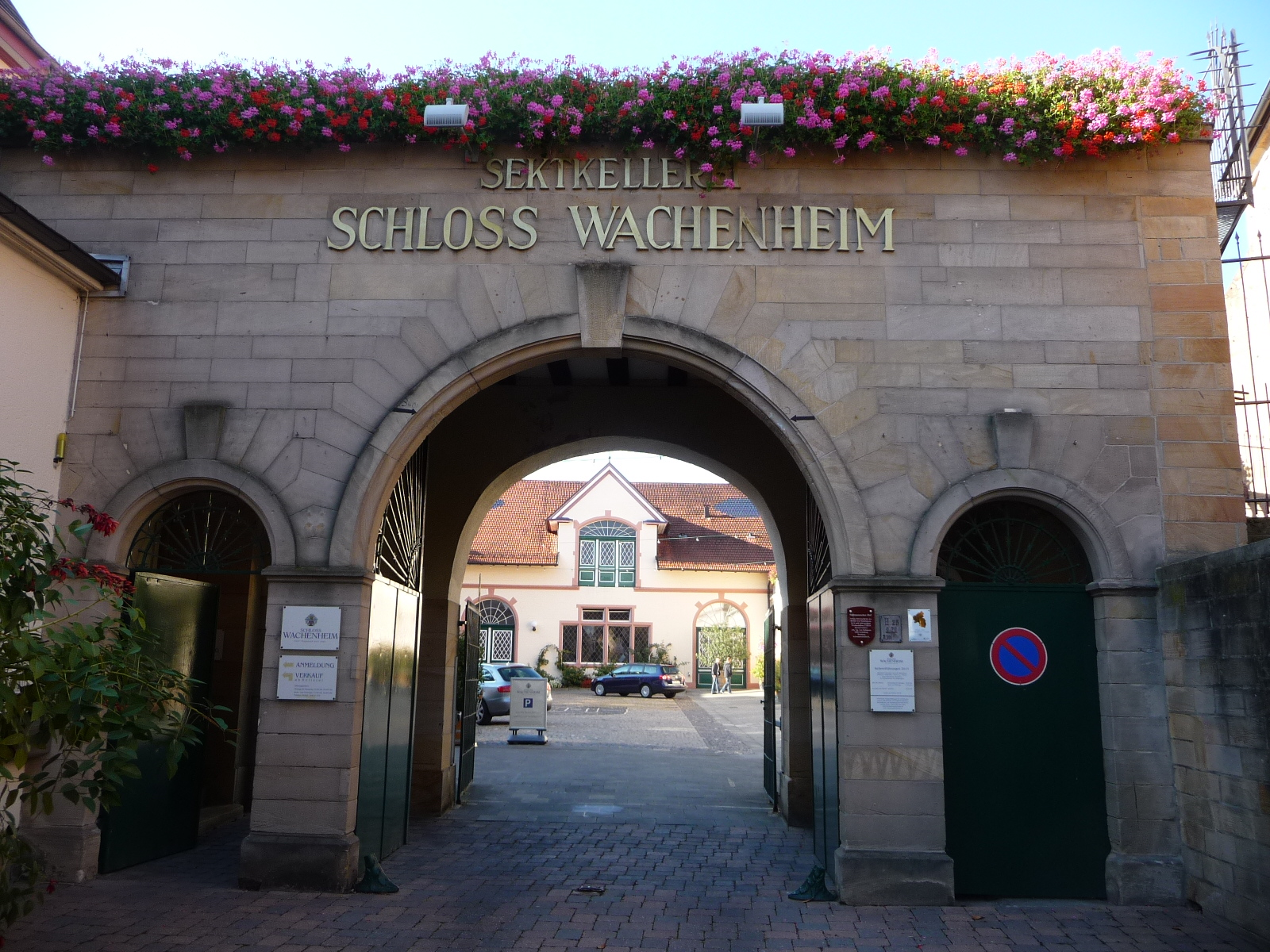
Замок Вахенхайм, бывшая штаб-квартира компании

Прежний логотип

Головной офис предприятия находится в Трире. Производственные площадки находятся в Германии (Трир, Вахенхайм, Моршайд, Висмар), Франции, Польше, Румынии, Чехии и Словакии. Около двух третей продукции всей группы приходится на зарубежные дочерние предприятия. Компания продаёт свою продукцию более чем в 80 странах мира.

## История
В 1997 году производитель игристых вин Faber из города Трир объединился с компанией Wachenheim, которой грозило банкротство, образовав компанию Schloss Wachenheim AG. В 2017 году Schloss Wachenheim AG приобрела контрольный пакет акций компании Weinkontor GmbH & Co. KG.

## Продукция
Компания хорошо представлена в сегменте дешевых игристых вин. К наиболее известным брендам компании относятся Faber, Feist, Belmont и Kleine Phylloxera, а также высококачественные вина серии Schloss Wachenheim.